# Giffnock
Giffnock est une ville écossaise de 9 300 habitants située au sud de Glasgow (Écosse), dont elle fait partie de l'agglomération. Elle est la capitale administrative du council area de l'East Renfrewshire. Elle est située dans la région de lieutenance et ancien comté du Renfrewshire. De 1975 à 1996, elle était la capitale administrative du district d'Eastwood, au sein de la région du Strathclyde.